# 井炎高速公路
井炎高速公路（井冈山至炎陵高速公路）为湖南炎陵县至江西井冈山市高速公路，湖南段简称“炎睦高速公路”，江西段简称“井睦高速公路”，公路全长约75公里，双向四车道，行车时速80公里，路基宽度为21.5米，途径江西永新、井冈山和湖南炎陵。
- 湖南段（炎陵至睦村高速公路，简称“炎睦高速公路”）：高速公路编号S90，起于炎陵县炎汝高速公路，沿321省道走廊带，经十里山、朱子桥至沔渡镇，跨沔水后并新建沔渡隧道，再经老古庙至睦村乡，全长18.65公里。双向四车道，估算投资8.5亿元，工程于2009年6月15日开工[1]。
- 江西段（井冈山至睦村高速公路，简称“井睦高速公路”）：起自井冈山市厦坪，与泰井高速公路相接，经永新县曲白，井冈山市新城、古城、宁冈，终于睦村乡赣界，与炎睦高速公路对接，全长约56公里。拟采用双向四车道，行车时速80公里，路基宽度为21.5米，采用沥青混凝土路面。投资估算约27亿元.2013年10月28日，井睦高速公路正式建成通车，从炎陵至井冈山行车时间由2个小时缩短至50分钟。井睦高速公路属于国家高速公路网莆田至炎陵高速公路江西境内的一段。路线起于泰井高速夏坪枢纽互通，途经井冈山市11个乡镇(场)，终点与湖南炎睦高速公路对接，全长约43公里。项目于2011年开工，其中长达6.85公里的井冈山隧道是江西最长及全国首座采用同位双斜井通风的公路隧道。

```
   井睦高速公路的建成，对构建赣南苏区、井冈山和湖南炎帝陵、衡山等风景区的旅游快速通道，打造湘赣两省“衡山—炎帝陵—井冈山”精品旅游线路均将产生有利影响。
[
2
]
。
```